# 10027 Perozzi
A 10027 Perozzi (ideiglenes jelöléssel 1981 FL) a Naprendszer kisbolygóövében található aszteroida. Edward L. G. Bowell fedezte fel 1981. március 30-án.